# 특별교서
특별교서(特別敎書)는 미국 대통령이 특별한 사안이 있을 때 의회에 보내는 메시지를 뜻한다. 일반교서·예산교서·경제보고와 다른 점은 사안에 따라 필요에 따라 보낸다는 점이다. 법률안에 대한 거부권 행사를 위한 의사 표시, 의회를 상대로 한 입법을 위한 권고, 의회가 요구하는 정보의 제공 또는 조사 보고, 선전포고의 권고 등이 바로 이 특별교서에 해당한다.